# 5562 Sumi
Az 5562 Sumi (ideiglenes jelöléssel (5562) 1991 VS) a Naprendszer kisbolygóövében található aszteroida. Ueda Szeidzsi és Kaneda Hirosi fedezte fel 1991. november 4-én.